# Cratere Yuty
Yuty  è un cratere sulla superficie di Marte.